# James Jones (escritor)
James Jones (Robinson, Illinois, 6 de noviembre de 1921 - Southampton, Nueva York, 9 de mayo de 1977) fue un escritor estadounidense, autor de la novela De aquí a la eternidad.

## Biografía
Se alistó en el ejército estadounidense en el año 1939 y sirvió en la División de Infantería nº25 antes y durante la Segunda Guerra Mundial, primero en Hawái y después en Guadalcanal, donde fue herido en combate.
Su experiencia durante la guerra inspiró las obras por las que sería reconocido. Así, el ataque japonés a Pearl Harbor queda fielmente reflejado en una novela emblemática, De aquí a la eternidad (1951), de la que se haría una famosa película dos años después y varias versiones televisivas a principios de los 80; La delgada línea roja (1962), probablemente su mayor logro, en la que narra sus experiencias en la batalla de Guadalcanal, y que ha conocido dos adaptaciones para el cine (en 1963 y en 1998); y su última novela, Silbido (1978), donde narra su regreso y recuperación en un hospital en EE. UU..
De aquí a la eternidad, de 1951, La delgada línea roja, de 1962 (traducida como El ataque duró siete días en español), y Silbido, de 1978 (su última obra, en la que un amigo debió finalizar el último capítulo), forman una trilogía, en la que es posible reconocer la continuación de la vida de sus personajes principales con los nombres levemente cambiados.
El título de La delgada línea roja (The Thin Red Line) se refiere a una cita -en las páginas iniciales de la novela- sobre que «solo una delgada línea roja separa el heroísmo de la locura» y puede entenderse que alude hiperbólicamente a la línea de fusileros británicos en Balaclava en 1854, ya que la expresión es emblemática.
El intento de readaptación de un exsoldado a la vida civil se trata en su segunda novela Como un torrente. Una novela corta (o relato largo) ambientada en el ejército de los años '40 es La pistola. Como en casi toda su obra, un protagonista es el ejército, lo que hacen de él los hombres y qué les hace él a ellos.
De fuerte personalidad, y hábil cuando se trata de la psicología de sus personajes, en la actualidad está considerado un autor de culto.

## Obras
- From here to eternity, 1951 (De aquí a la eternidad)
- Some came running, 1957 (Como un torrente)
- The pistol, 1959 (La pistola)
- The thin red line, 1962 (Morir o reventar / La delgada línea roja)
- Go to the widow-maker, 1967 (El hacedor de viudas)
- The ice-cream headache and other stories, 1968
- Merry month of may, 1971 (El alegre mes de mayo)
- A touch of danger, 1973
- Viet journal, 1974
- WWII, 1975
- Whistle, 1978 (Silbido)